# ロピレマ・ノマディカ

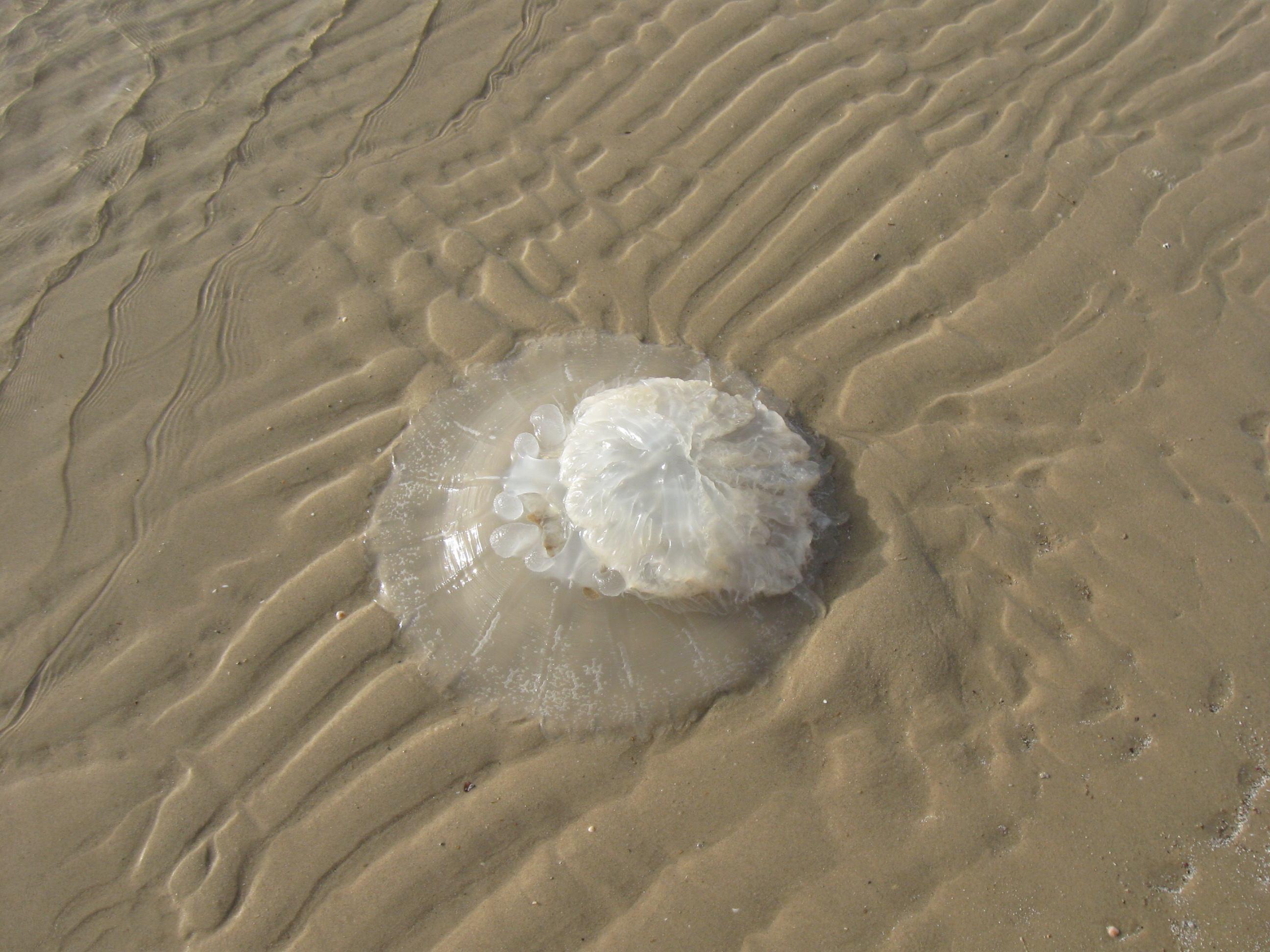
ロピレマ・ノマディカ

ロピレマ・ノマディカ (Rhopilema nomadica) は、根口クラゲ目ビゼンクラゲ科のクラゲの一種。
ヨーロッパ海域では外来種の一つとされている。

## 概要
インド洋と太平洋の熱帯の暖かい水域に生息するクラゲである。水色で傘は丸みを帯びており、成長すると体重は 10 kg になり、傘の直径は通常 40 ～ 60 cmだが、最大で 90 cm になることもある。主にプランクトンを食べ、さまざまな水温で生き残ることができる。

## 害
触手には猛毒があり、人間に非常に痛みを伴う怪我を引き起こす可能性がある。さらに、夏に大群をおこし、海辺の訪問は3〜10.5％減少、発電を詰まらすなどの害が起こった。